# Ludvig Drescher
Ludwig Drescher (Sønderborg, Dinamarca Meridional, 21 de juliol de 1881 – Copenhaguen, 14 de juliol de 1917) va ser un futbolista danès que va competir a començaments del segle xx. Jugà com a porter i en el seu palmarès destaca una medalla de plata en la competició de futbol dels Jocs Olímpics de Londres de 1908. També guanyà la lliga danesa de futbol de 1912-1913.
A la selecció nacional jugà un total de 4 partits.